# John Guillermin
John Guillermin (ur. 11 listopada 1925 w Londynie, zm. 27 września 2015 w Los Angeles w stanie Kalifornia) – brytyjski reżyser, scenarzysta i producent filmowy.
Jego rodzice z pochodzenia byli Francuzami. Ukończył Cambridge University w Anglii. W latach 1942–1946 odbył służbę w jednostkach RAF. Swoją karierę rozpoczął we Francji, realizując krótkometrażowe filmy dokumentalne.
W roku 1949 powrócił do Anglii, gdzie pisał swoje scenariusze filmowe i nieco później odnosił swoje sukcesy artystyczne. W 1964 roku przeprowadził się na stałe do Hollywood.
W Stanach Zjednoczonych największy sukces przyniosły mu takie produkcje kinowe jak: Most na Renie (1969), Shaft w Afryce (1973), wyreżyserowany wspólnie z Irwinem Allenem film katastroficzny Płonący wieżowiec (1974), remake filmu Meriana C. Coopera z 1933 roku – King Kong (1976) i uhonoroway nagrodą Evening Standard British Film dramat kryminalny Śmierć na Nilu (1978). Jego nieudany film przygodowy Sheena: królowa dżungli (1984) z Tanyą Roberts doczekał się nominacji do nagrody Złotej Maliny w kategorii Najgorszy Reżyser.
Zmarł na zawał serca w swoim domu w Los Angeles, na kilka tygodni przed 90. urodzinami.

## Filmografia
- Byłem Montgomerym (1958)
- Walc torreadorów (1962)
- Błękitny Max (1966)
- Most na Renie (1969)
- El Condor (1970)
- Terror w przestworzach (1972)
- Shaft w Afryce (1973)
- Płonący wieżowiec (1974; reż. wspólnie z Irwinem Allenem)
- King Kong (1976)
- Śmierć na Nilu (1978)
- Sheena: królowa dżungli (1984)
- King Kong żyje (1986)
- Żywi lub martwi (1988)